# Додонов, Евгений Андреевич
Евгений Андреевич Додонов (3 (16) августа 1905—1974) — русский художник.

## Биография
3 (16) августа 1905 — Евгений Андреевич Додонов родился в Москве.
1920—1921 — Занимался рисованием и металлопластикой, посещал художественные студии Харламова 

(на Арбате), Бакланова и Машкова.
1922 — Поступил в Московский университет на факультет общественных наук.
1923 — 1925 — Выслан из Москвы в г. Краснококшайск (ныне Йошкар-Ола), затем в Ташкент, 

где работал и продолжал учиться в художественной студии у Н. В. Розанова (ученика И. Е. Репина). 

Оттуда получил разрешение уехать в Пензу (1927).
1927 — 1929 — Учился в Пензенском художественно-педагогическом училище на живописном отделение 

у профессора И. С. Горюшкина-Сорокопудова и Н. Ф. Петрова.
1928 — Участник художественных выставок Самарского филиала АРХ.
1930 — 1941 — Возвратился в Москву.
Начал работать в театре В. Э. Мейерхольда в макетной мастерской, 

где под его руководством создавал макеты к спектаклям «Последний решительный» В. Вишневского, 

«Список благодарностей» Ю. Олеши, «Баня» В. Маяковского. 

Работал в театре-студии Ю. В. Завадского ассистентом художника А. М. Родченко 

(спектакль «Армия мира» Ю. Никулина, 1932). 

Создал эскизы декораций и костюмов к спектаклям «Артисты варьете» Е. Геркина (1934) 

и «Севильский обольститель» по Тирсо де Молина (1934) в Московском мюзик-холле; 

«Шестеро любимых» А. Н. Арбузова (1935) для театра ВЦСПС в Москве; «Потоп» Г. Бергер (1940) 

и «Бесприданница» А. Н. Островского (1941) для Белорусского театра русской драмы в Могилеве. 

Работал декоратором на кинофабрике «Межрабпомфильм». 

1935 — Участвовал в выставке «Московские художники» в Москве.
1937 — Участвовал в Первой выставке акварельной живописи в ГМИИ им. А. С. Пушкина.
1941 — 1956 — Был арестован и находился в заключении.
1956 — После освобождения жил в г. Алексине Тульской области. Работал в районном Доме культуры, 

затем был реставратором настенной живописи собора в Алексине, церкви в Ясной поляне, 

кафедральном соборе в Калуге. В том же году был реабилитирован и вернулся в Москву.
1957 — Участвовал во Всесоюзной художественной выставке.
1959 — Вступил в Московскую организацию Союза художников.
1956 — 1974 — В качестве художника книги сотрудничал с Госполитиздатом, Детгизом и другими издательствами.
1950-е — 1960-е — Преподавал живопись в своей студии. 

Среди учеников — Владимир Брайнин, Максим Кантор, Ирина Нахова, Владимир Сальников, 

Катерина Уварова, Алена Шаховская, Михаил Яхилевич.
1974 — Умер в Москве.
1991 — Первая персональная выставка художника состоялась в выставочном зале МОСХ на улице Вавилова.
1996 — Персональная выставка в музее Калинина.
2002 — Персональная выставка в Государственной Третьяковской галереи (Инженерный корпус).

## Семья
- Отец — Андрей Додонов. Архитектор.
  - Сын — Андрей Евгеньевич Додонов (1940—2008), доктор геолого-минералогических наук, возглавлял лабораторию стратиграфии четвертичного периода Геологического института РАН.
- Внук — Игорь Андреевич Додонов (14 июля 1965), российский художник. Член Московского Союза художников. Живёт в Москве. http://dodonov-i.ru/

## Ученики
Ученики — Владимир Брайнин, Максим Кантор, Ирина Нахова, Владимир Сальников, Алёна Шаховская, Михаил Яхилевич.

## Работы художника

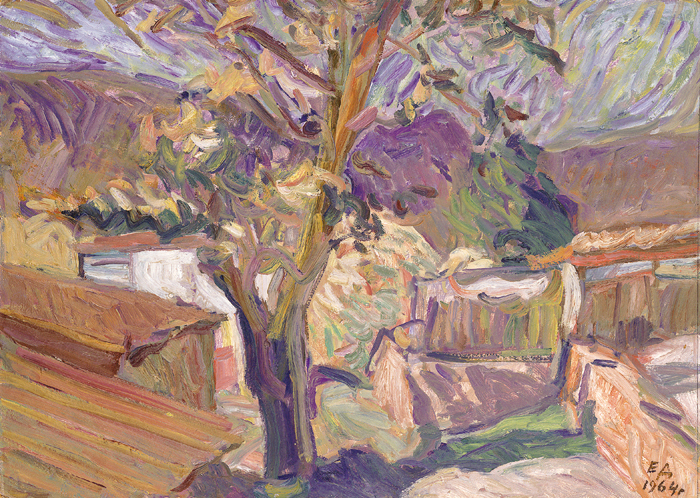
Дерево
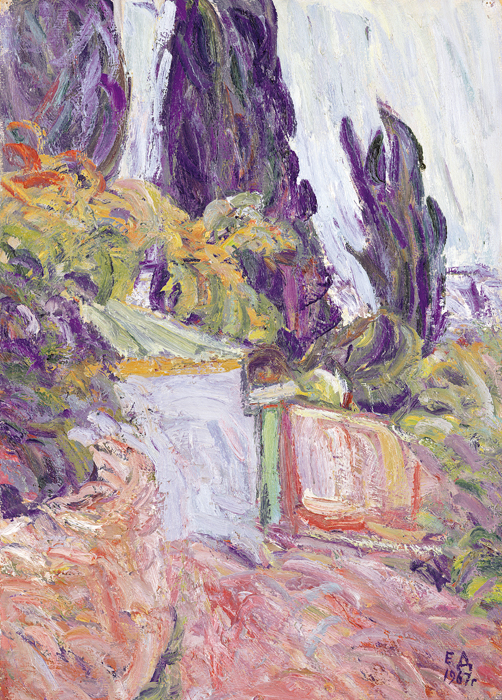
Кипарисы
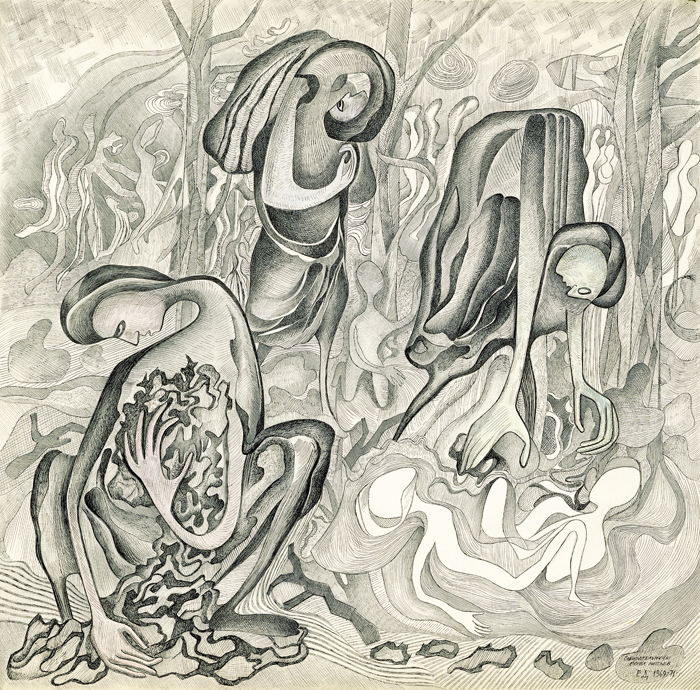
Собирательница сухих листьев
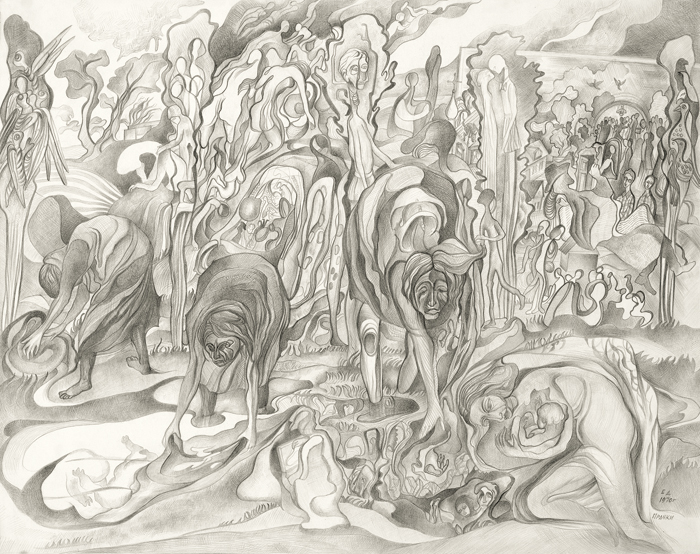
Прачки
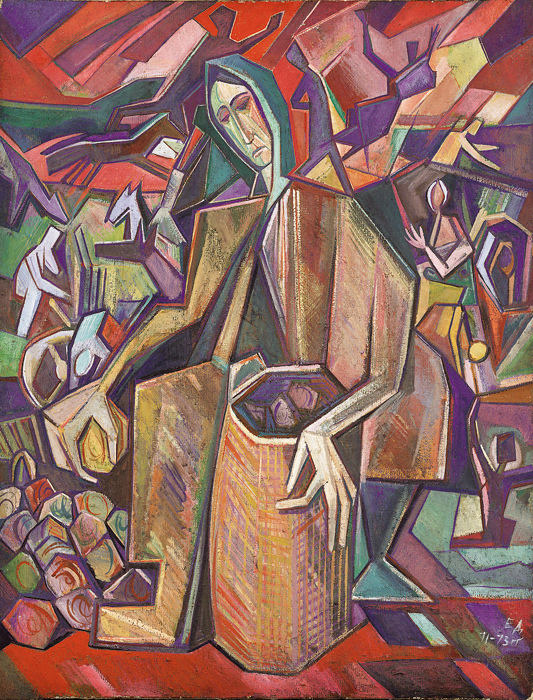
Сборщица картофеля
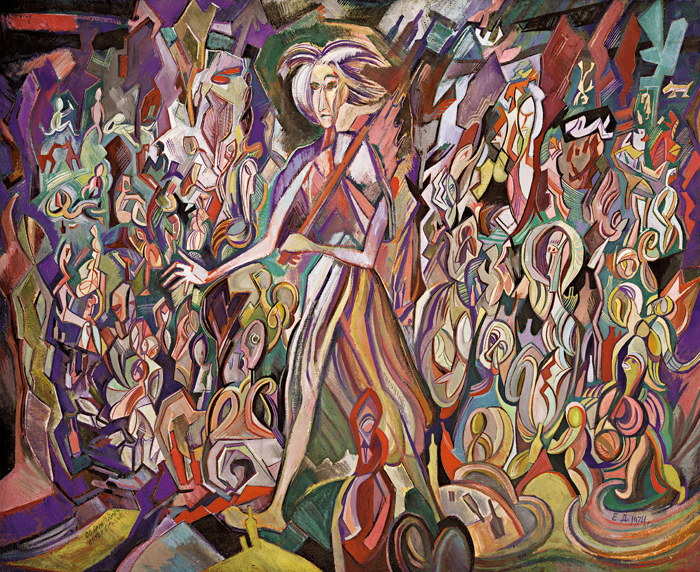
Собирательница пустых бутылок
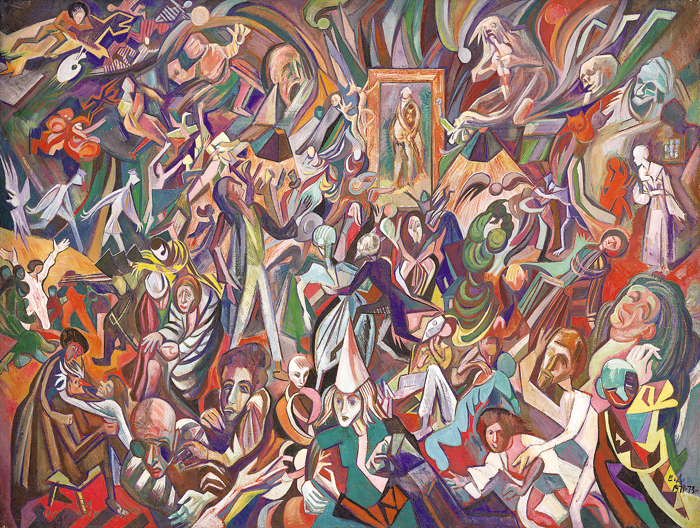
Бал в сумасшедшем доме
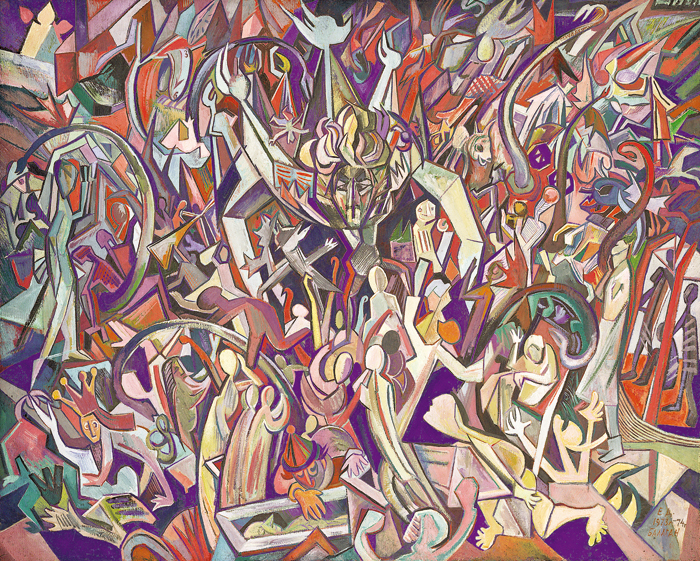
Балаган
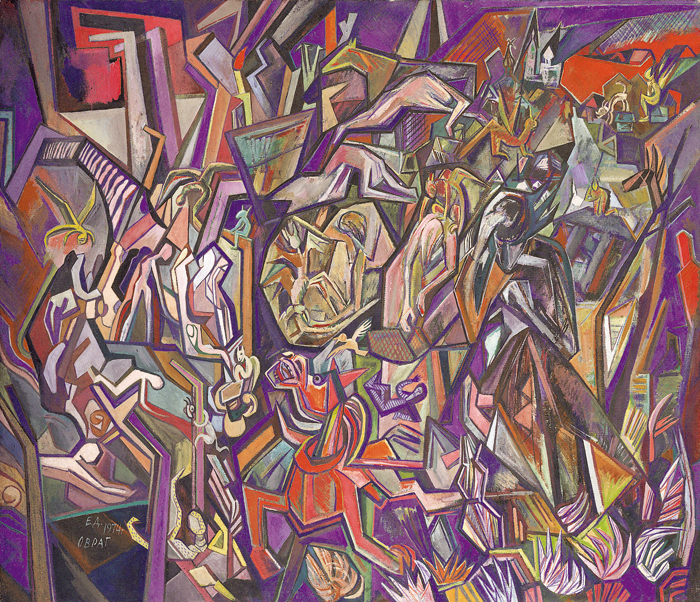
Овраг

## Статья
Александp Якимович, ЕВГЕНИЙ ДОДОНОВ, ХУДОЖНИК-МЫСЛИТЕЛЬ